# Verlar
Verlar ist mit 3,676 km² die kleinste Ortschaft der Stadt Salzkotten in Nordrhein-Westfalen. Am Ufer des Flusses Lippe bildete die Landwirtschaft lange Jahre die wirtschaftliche Grundlage für die 781 Einwohner (Stand 31. Dezember 2022). Verlar bildet außerdem den westlichen Rand des Kreises Paderborn und der Region Bürener Land und gehört zum Hochstift Paderborn (Region).

## Geographie

### Geographische Lage
Verlar gehört zum Entenschnabel des Altkreises Büren und liegt in der Lippeniederung, nach der heute üblichen Einteilung im Handbuch der naturräumlichen Gliederung Deutschlands in der Untereinheit 540.20 Obere Lippetalung, die zur Teileinheit 540.2 Ostmünsterländer Sande, der Haupteinheit 540 Ostmünsterland und der Haupteinheitengruppe 54 Westfälische Bucht gehört.

### Gewässer
Die Lippe bildet den westlichen Teil der Nordgrenze der Gemarkung des Ortes.

### Nachbarorte
Beginnend im Norden grenzt Verlar im Uhrzeigersinn an die Salzkottener Stadtteile Mantinghausen, Schwelle und Verne, die Kernstadt Geseke sowie die Lippstädter Ortsteile Garfeln und Rebbeke. Während die Stadt Salzkotten im Kreis Paderborn liegt, gehören die Städte Geseke und Lippstadt dem Kreis Soest an.

### Geologie
Im Bereich der Lippeniederung entstanden in der Kreidezeit Kalk- und Mergelstein als Sediment in Meeren. In der Eiszeit entstanden dann unter Gletschern und Inlandeis Grundmoränen, die hier über den genannten Gesteinen als Geschiebemergel und Kies erscheinen.
Darüber wurden durch die Lippe zusätzlich Sand und Kies aus der Senne herangeführt und abgelagert. Im Bereich von Flüssen und Bächen kam es auch zu alluvialen Ablagerungen und auch die Moore entstanden im Holozän. Durch den Wind wurde der Sand zu Dünen geformt, die heute weitgehend abgebaut sind. Aus den Sanden entstand Podsol, bei dem eine Ortsteinschicht das Wurzelwachstum behindert. Im Bereich der Lippeaue entstanden durch Ablagerung von Schwebstoffen Auenlehme.

### Klima
Verlar gehört wie Ostwestfalen-Lippe insgesamt zum ozeanischen Klimabereich Nordwestdeutschlands, dem es geringe Temperaturgegensätze und milde Winter verdankt. Allerdings sind schon kontinentale Einflüsse wirksam. So liegt die Temperatur im Sommer höher und die Nächte sind kühler als in größerer Nähe zur Küste. An der Abmilderung der Niederschlagsmenge und der höheren Zahl an Sonnentagen sind allerdings auch die umliegenden Mittelgebirge beteiligt.

## Geschichte

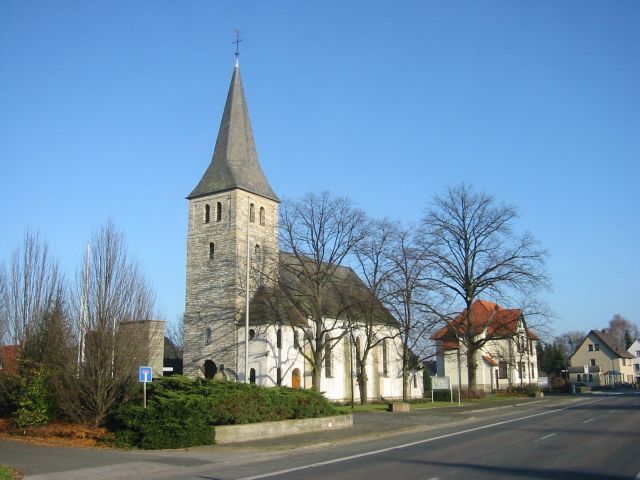
Kath. Kirche Franziskus-Xaverius

### Ersterwähnung und Ortsname
Die erste sichere urkundliche Erwähnung findet Verlar im Jahre 1374 als „Verler“. Mögliche Belege des Ortsnamens aus den Jahren 1256 und 1293 können nicht sicher einem Ort zugeordnet werden. Der Name wird als 'Stierlichtung' oder 'Schweinelichtung' interpretiert. Statt 'Lichtung' kann '-lar' auch '-wald' oder '-weide' bedeuten. Älter sind die Deutungen als 'Föhrenwald' und 'Pferdelager' oder '-lichtung'.

### Mittelalter
1389 wurde neben anderen Vorgängen „corde planckenbere borghere tho gesike“ mit „demo gude tho verlar“ belehnt.

### Neuzeit
Bewohner von Verlar wurden 1575 anlässlich einer Erbhuldigung der dem Neuen Haus der Herren von Hörde zu Boke Verpflichteten auf der Dreckburg erwähnt. In der darüber angefertigten Urkunde werden 4 Huldigende aus Verlar genannt. Auch in späterer Zeit sind als Grundherren in Verlar mit den Freiherren von Fürstenberg und den Herren von Alten zu Thüle nur Erben der Herren von Hörde zu Boke festzustellen. Als 1578 Rietberger Beamte versuchten, sich nach Aussterben der Herren von Hörde zu Boke deren Herrschaft zu bemächtigen, ist vom „Kalhof zu Verlar bei der Landwehr von Geseke“ die Rede.
1672 werden in einer Aufzählung der Hofstätten des Küchenamtes Boke im Hochstift Paderborn neben den Altbauern Westermeyer, Holtgreve, Beinen, Böckell, Berensmeyer, Glahe und Große Schulte auch noch die Ansiedlung von 20 Neubauern erwähnt. Des Weiteren hatten sich die Heuerlinge – im Lohn der Bauern stehende Arbeitskräfte – so weit emporgearbeitet, dass sie nach und nach die Heuerlingshäuser der Kolonate sowie den zugehörigen Grund und Boden erwerben konnten. Im Jahre 1868 waren nur noch drei freie Heuerlingshäuser vorhanden. Einen gewissen Wohlstand erreichten bereits die Feldbauern, deren Ländereien in der Geseker Flur lagen. Auch die Königlich-Westfälische Eisenbahn-Gesellschaft mit ihrem Bahnanschluss in Geseke trug ihren Teil dazu bei.
Während der Franzosenzeit bildete Verlar von 1807 bis 1813 eine Gemeinde im Kanton Ringboke des Departements der Fulda im Königreich Westphalen. Die Gemeinde wurde 1815 in die preußische Provinz Westfalen eingegliedert und kam durch Erlass der Königlichen Regierung in Minden 1816 zum neuen Kreis Büren. Aus dem Kanton Ringboke wurde im Kreis Büren das Amt Boke, das in den 1930er Jahren im Amt Salzkotten-Boke aufging.
In der Zeit der großen Wirtschaftskrise der 1920er Jahre gingen einige Männer aus Verlar als Lohnarbeiter in die Niederlande. Dort erlernten sie die Fertigkeit des Holzschuhmachens.
Dieses Handwerk erlebte mit zeitweise 34 Holzschuhmachereien eine Blüte in Verlar.
Heute ist dieser Handwerksbereich weitgehend ausgestorben.
Am 1. Januar 1975 wurde die Gemeinde Verlar durch das Sauerland/Paderborn-Gesetz vom 5. November 1974 nach Salzkotten eingemeindet. Die Stadt Salzkotten kam gleichzeitig zum Kreis Paderborn. Das Amt Salzkotten-Boke wurde bei der Kommunalen Neugliederung aufgelöst, da die Städte und Gemeinden jetzt den Kreisen direkt untergeordnet sind. Verlar ist heute ein Stadtteil Salzkottens, und der von den Bürgern gewählte Stadtrat wählt für die Stadtteile Ortsvorsteher. Rechtsnachfolgerin des Amtes Salzkotten-Boke und der Gemeinde Verlar ist die Stadt Salzkotten.

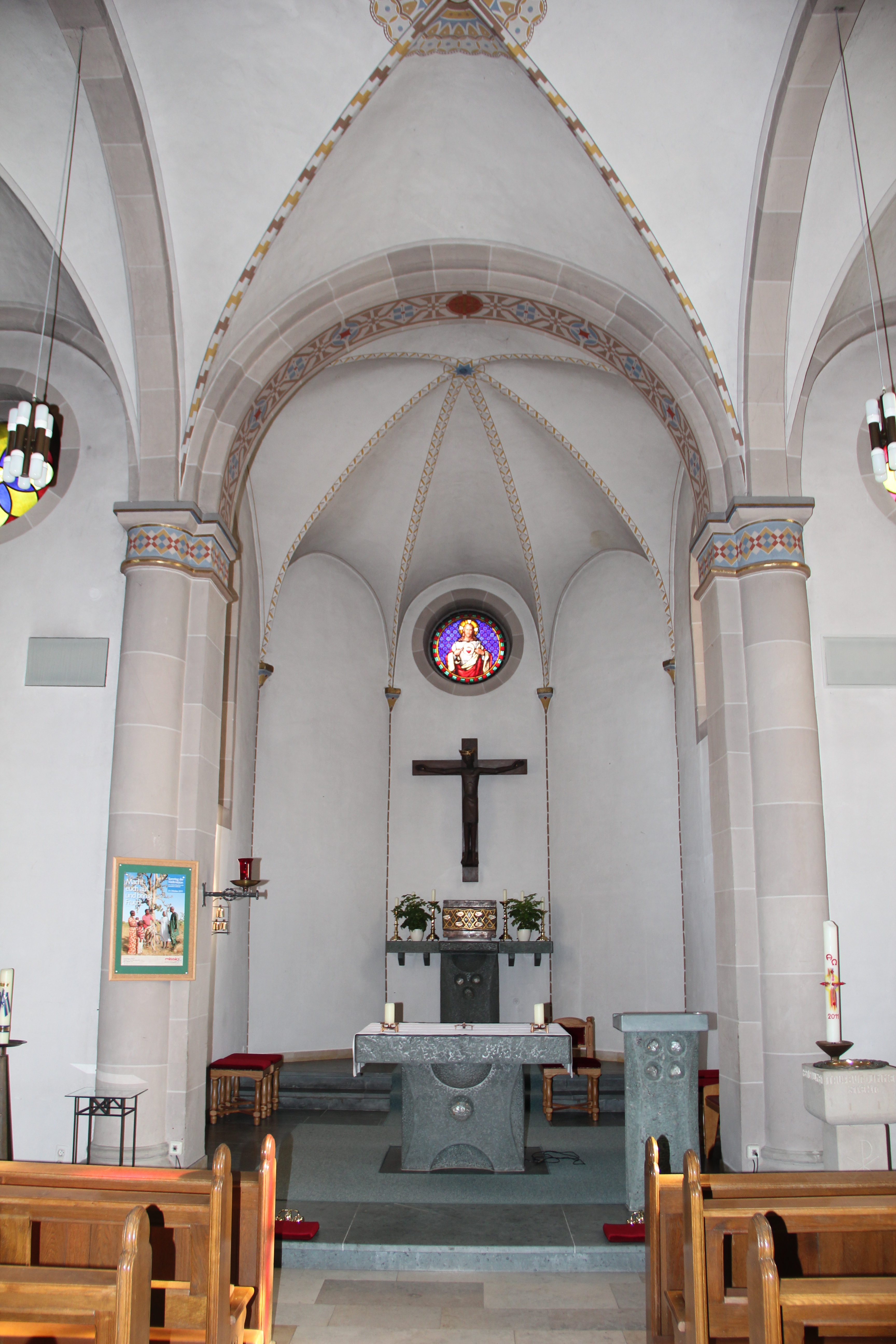
Innenraum der St. Franziskus Xaverius Kirche in Verlar

### Einwohnerentwicklung

Einwohnerentwicklung von 1818 bis 2015 nach nebenstehender Tabelle

| Jahr      | 1818 | 1831 | 1837 | 1843 | 1849 | 1852 | 1858 | 1867 | 1871 | 1885 | 1895 |
| Einwohner | 315  | 351  | 364  | 422  | 390  | 434  | 434  | 442  | 436  | 475  | 527  |

| Jahr      | 1905 | 1925 | 1933 | 1939 | 1946 | 1950 | 1957 | 1961 | 1965 | 1972 | 1975 | 1980 | 1985 | 1989 | 1995 | 2000  |
| Einwohner | 541  | 582  | 588  | 540  | 803  | 730  | 581  | 564  | 552  | 562  | 581  | 699  | 701  | 711  | 704  | k. A. |

| Jahr      | 2005  | 2010 | 2015 | 2020 |
| Einwohner | k. A. | 755  | 784  | 759  |

## Politik

### Ortsvorsteher
Ortsvorsteher ist Andre Bertelsmeier
.

### Wappen

Wappen von Verlar

Der damaligen Gemeinde Verlar ist durch Urkunde des Regierungspräsidenten in Detmold vom 15. Februar 1971 das Recht verliehen worden, das nachstehend beschriebene Wappen zu führen.
Wappenbeschreibung
„In Grün ein steigendes goldenes (gelbes) Pferd.“

### Städtepartnerschaften
Cartigny-l’Épinay in Frankreich seit 1982

## Wirtschaft und Infrastruktur

### Medien
Neben den im Artikel Salzkotten beschriebenen Medien sind heutzutage die Webseiten der Vereine und Institutionen, sowie die neuen Sozialen Medien zu nennen, durch die sich auch im ländlichen Raum Absprachen, Informationsvermittlung und Kommunikation vereinfachen.

### Verkehr
- Bahnanbindung: Der nächste Bahnhof liegt in Salzkotten. Er liegt an der Bahnstrecke Hamm–Warburg. Der nächste Hauptbahnhof befindet sich in Paderborn.[16]
- Busanbindung: Verlar gehört zum Nahverkehrsverbund Paderborn-Höxter, der dem Westfalentarif (WT) angeschlossen ist. Busse der Linien Sk2 Salzkotten-Verne-Enkhausen-Holsen-Verlar-Mantinghausen, 492 Salzkotten-Verne-Enkhausen-Holsen-Winkhausen-Verlar-Mantinghausen, 499 Geseke-Verlar-Mantinghausen und 540 Geseke-Verlar-Verne-Thüle-Mantinghausen-Boke-Holsen bedienen den Ort.[17]
- Straßenverbindung: Die Landstraße 676 verbindet Verlar mit der B1 (Dortmund–Paderborn–Hameln), Lippstadt und Salzkotten, sowie dem Flughafen Paderborn-Lippstadt. Die Kreisstraße 61 verbindet den Ort mit dem Nachbarort Mantinghausen und weiter mit Boke, Delbrück und der B64 (Münster–Paderborn–Höxter) sowie Geseke, das auch über die L 549 erreichbar ist, die auch eine Verbindung zum Nachbarort Schwelle und weiter nach Boke und Delbrück darstellt.[18]
- Nächste Autobahnanschlüsse sind die Anschlussstelle Paderborn-Elsen an der A33 (Osnabrück–Bielefeld–Brilon) und die Anschlussstelle Büren an der A44 (Aachen–Dortmund–Kassel–Herleshausen).[19]

## Sehenswürdigkeiten

### Baudenkmäler
- Liste der Baudenkmäler in Salzkotten – Verlar